# Casinos Austria
Die Casinos Austria AG

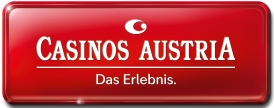
Ehemals verwendete Version des Logos

(CASAG) betreibt in Österreich 12 Spielbanken und hält internationale Beteiligungen an Glücksspielbetrieben. Die Konzerngesellschaften der Aktiengesellschaft sind weltweit tätig. Der Sitz ist in Wien, im 3. Bezirk am Rennweg 44.

## Das Unternehmen
Die Casinos der am 3. Jänner 1934 in Laxenburg konstituierten und am 5. Jänner 1934 ins Firmenbuch eingetragenen Österreichischen Casino A. G. wurden 1967 von der Österreichischen Spielbanken AG  (1985 umbenannt auf Casinos Austria AG) übernommen. Das Unternehmen gilt als einer der größten österreichischen Steuerzahler.

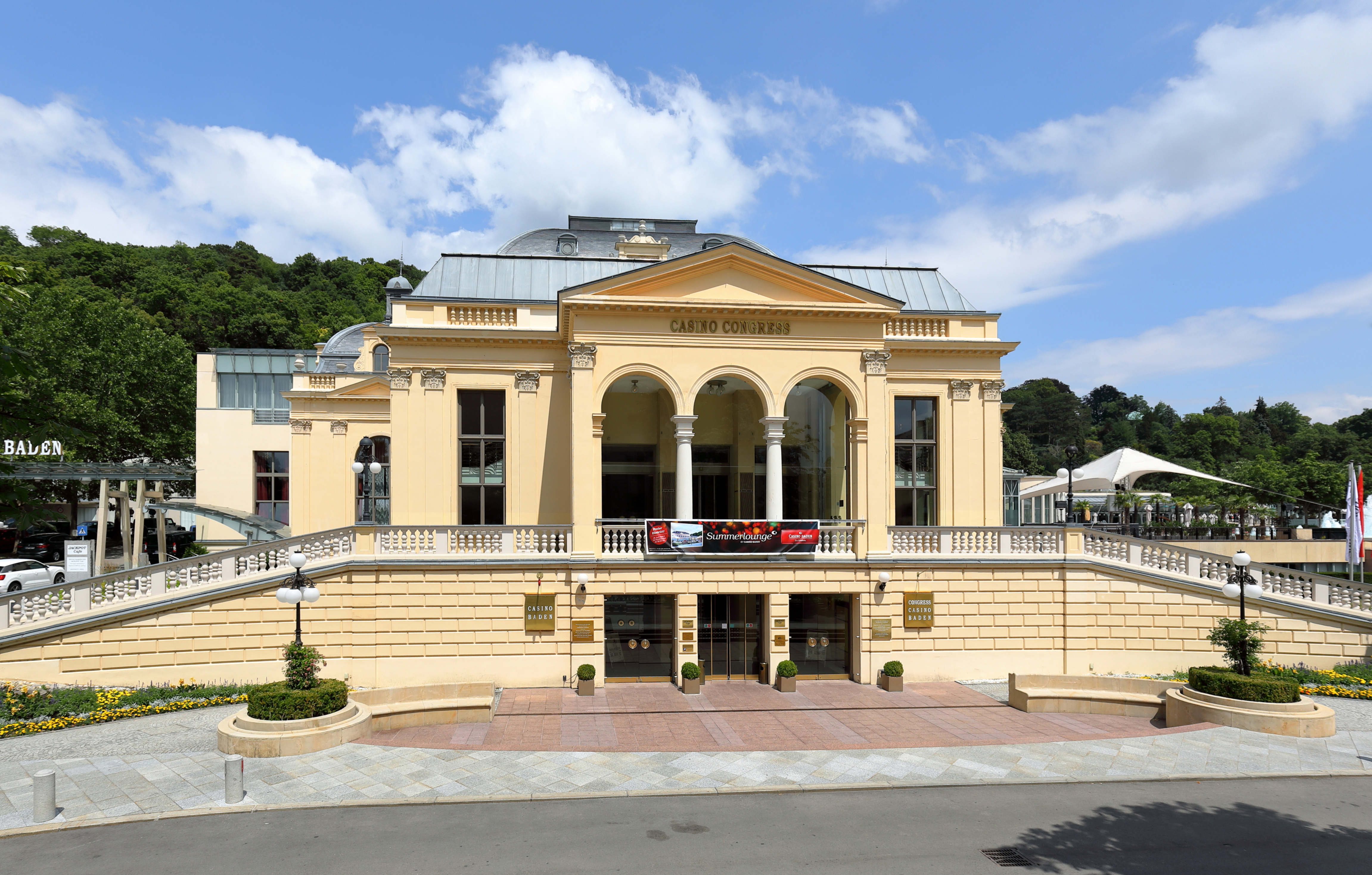
Grand Casino Baden in Baden bei Wien

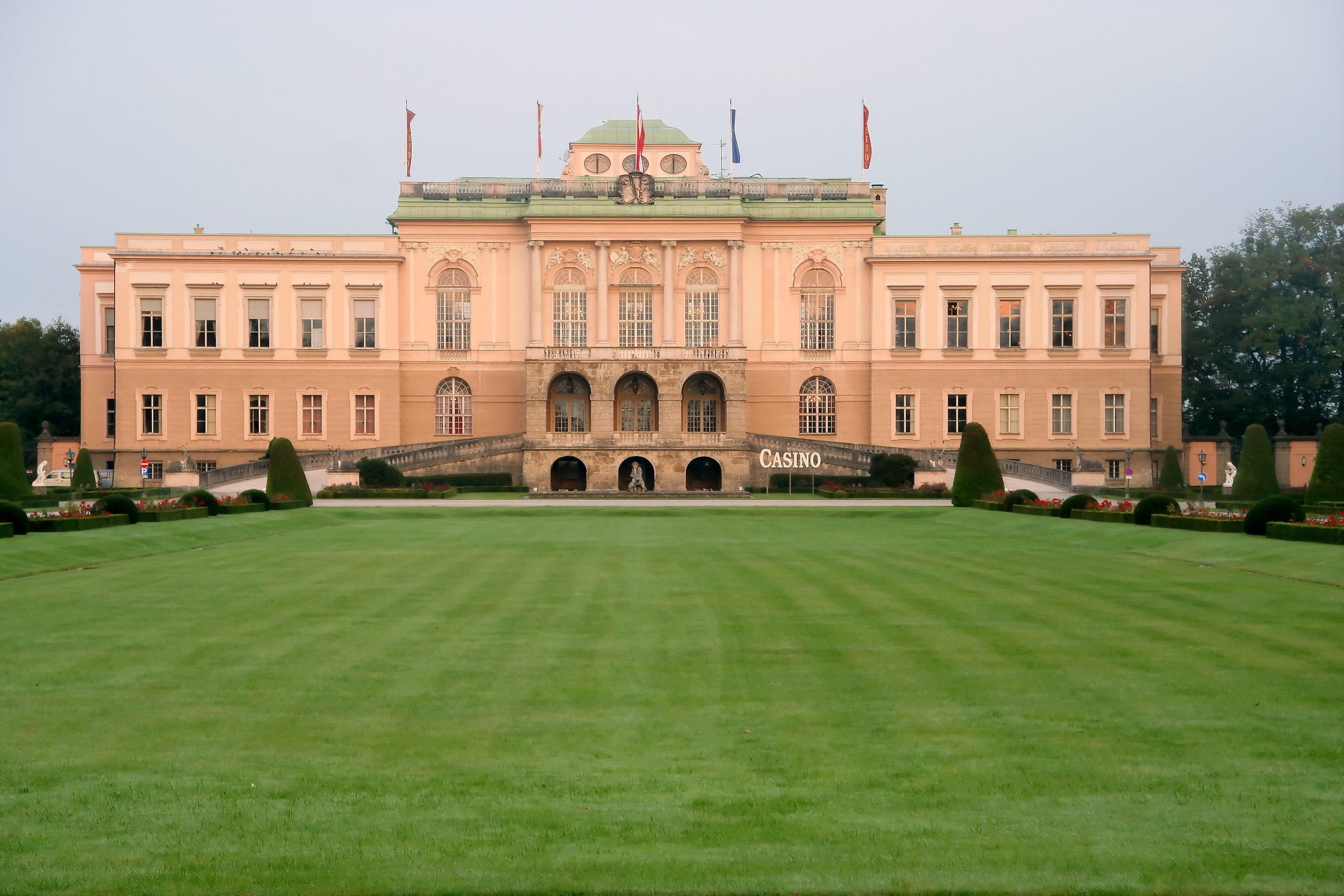
Casino Salzburg

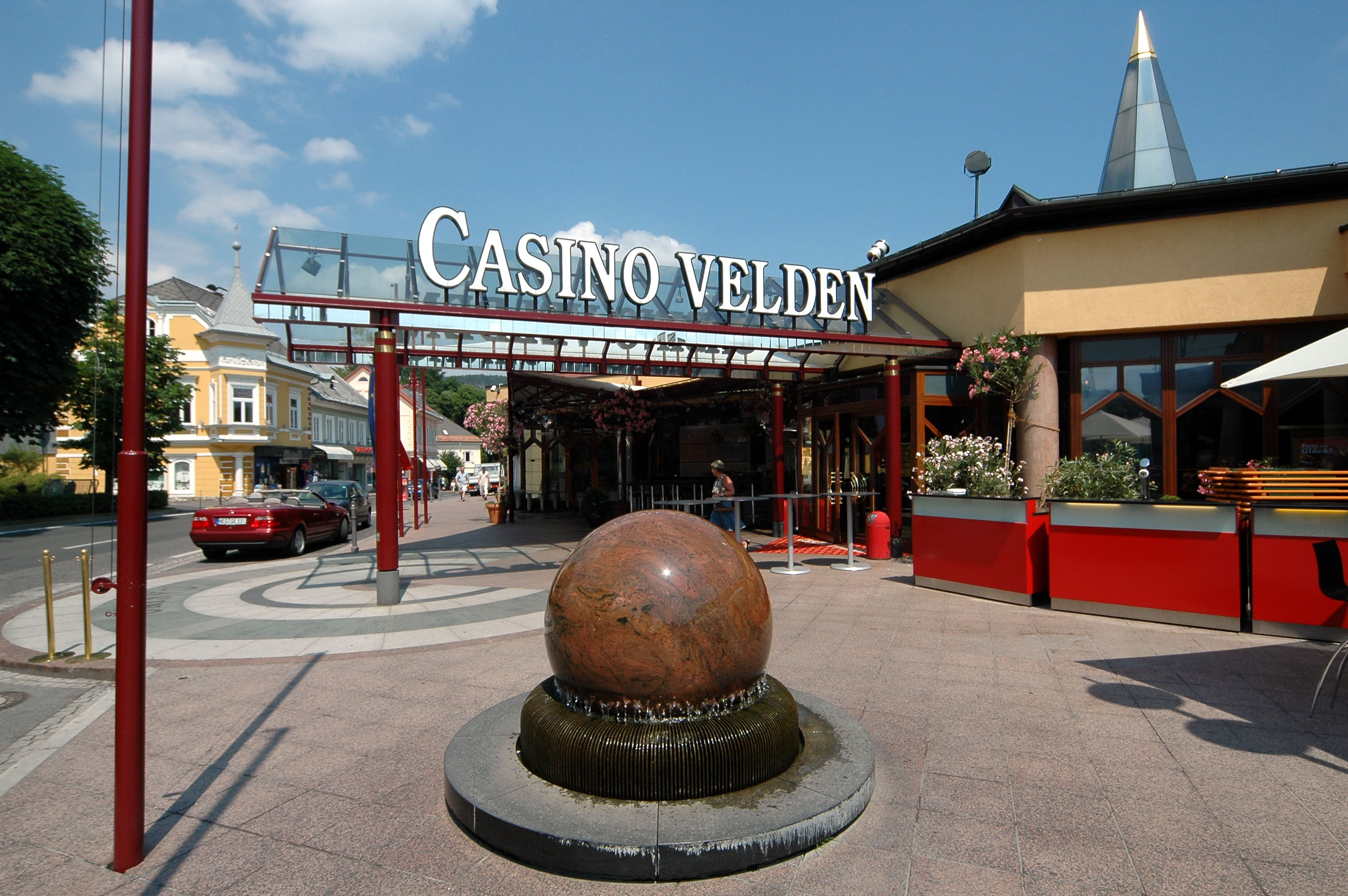
Casino Velden am Wörther See

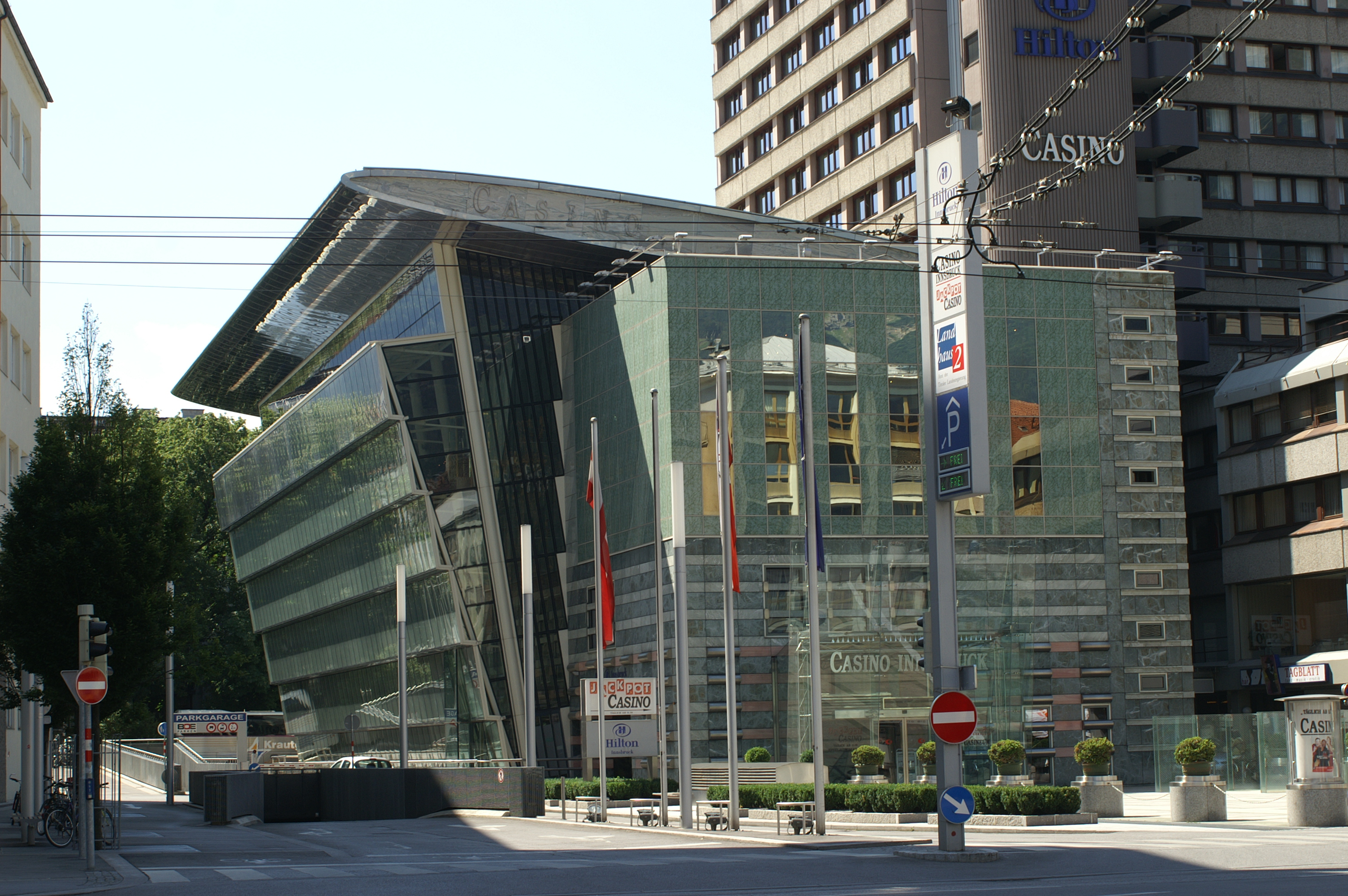
Casino Innsbruck

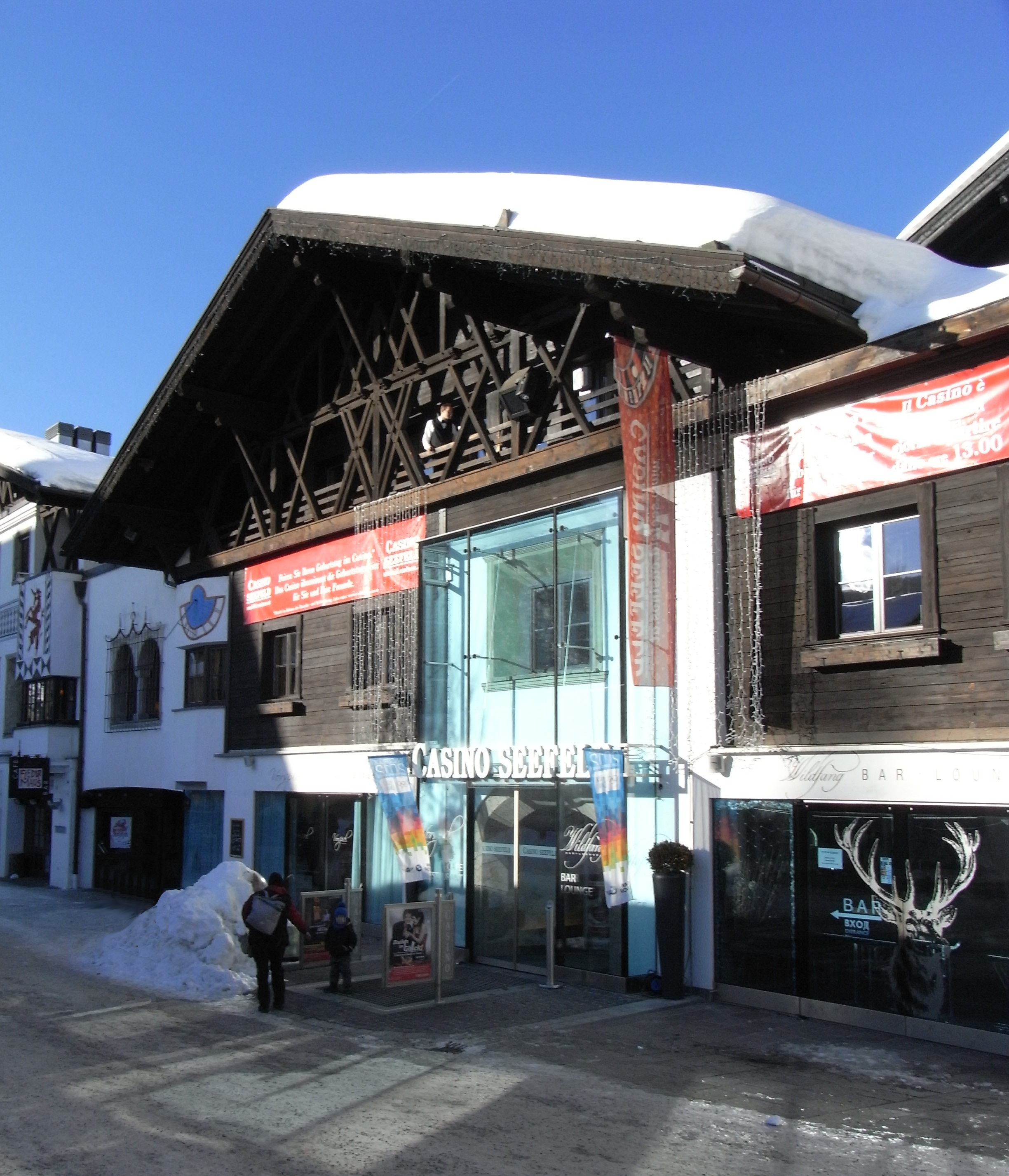
Casino Seefeld

Zur weltweit tätigen Casinos Austria Gruppe gehören derzeit 12 Casinos in Österreich sowie über das Tochterunternehmen Casinos Austria International (CAI) 31 Glücksspielbetriebe in 13 Ländern (24 Landcasinos, 4 Schiffcasinos und ein VLT-Standort (mit Video Lottery Terminals)). Im Jahr 2017 wurden Netto-Spielerlöse von 330,14 Millionen Euro in Österreich erzielt. Der Konzern beschäftigte 2017 in Österreich 1.890 und außerhalb Österreichs 1.623 Mitarbeiter.
Nach der Novellierung des Glücksspielgesetzes 2010 (GSpG) wurden die Konzessionen für die bereits bestehenden 12 österreichischen Casinos neu vergeben. Die Vergabe erfolgte in zwei Paketen – einmal 6 Casinos in österreichischen Landeshauptstädten („Stadtpaket“), einmal 6 Casinos in ländlichen Touristenregionen („Landpaket“). Casinos Austria erhielt im Dezember 2012 den Zuschlag für das Stadtpaket sowie im September 2013 auch für das Landpaket und darf somit die bestehenden Häuser weitere 15 Jahre lang betreiben. Im Zuge der Neukonzessionierung wurde das im Jahr 1937 eröffnete Casino Bad Gastein im Jahr 2015 geschlossen und stattdessen ein Standort in Zell am See eröffnet.
2017 kamen 2,85 Millionen Besucher in die österreichischen Casinos (nach 3,01 Millionen 2016). In den Häusern von CAI wurden 5,1 Millionen Besucher gezählt (2016: 4,8 Millionen). Casinos Austria International durchlief eine mehrere Jahre dauernde Phase der Konsolidierung, bei der die weltweit betriebenen Casino-Standorte von 74 Casinos 2007 auf zuletzt 31 reduziert wurden. Im Jahr 2013 verkaufte CAI seine Tochtergesellschaften in Rumänien und Chile sowie eine Beteiligung an italienischen Video Lottery Terminals. Der argentinischen Tochtergesellschaft Entretenimientos y Juegos de Azar S.A. (ENJASA) wurde die Lizenz entzogen. Gegen diesen Lizenzentzug läuft zwar eine Klage, er ist jedoch bis zum Ausgang der Nichtigkeitsklage rechtskräftig, der Spielbetrieb in der argentinischen Provinz Salta wurde mit 19. November 2013 eingestellt.
Das Spielverhalten der Gäste hat sich in den letzten Jahren deutlich verändert. Wie überall in der europäischen Glücksspielbranche nimmt die Bedeutung des Lebendspiels (also an Spieltischen mit einem Croupier) ab, wogegen die Umsätze bei Spielautomaten sowie im Internet steigen. Casinos Austria hat auf diese Entwicklung mit einer doppelten Strategie reagiert. Zum einen verstärkt die Marketingstrategie den Erlebniswert des Casinobesuchs mit Dinnermenüs und Veranstaltungsrahmen. Zum anderen bieten Casinos Austria und Österreichische Lotterien über die gemeinsame Tochterfirma win2day ebenfalls Online-Spiele im Internet an. win2day ist das einzige in Österreich konzessionierte Online-Glücksspiel-Portal und gehört mit einem Umsatz von 1,613 Milliarden Euro 2017 (1,536 Milliarden im Jahr 2016) zu den Wachstumssegmenten des Konzerns.
Casinos Austria ist nach § 25 GSpG zu einem strengen Spielerschutz verpflichtet, der unter anderem vorsieht, dass Casinos nur von Personen über 18 Jahren betreten werden dürfen, die sich ausweisen müssen und deren Spielverhalten beobachtet werden muss. Sollte ein Gast über seine finanziellen Verhältnisse spielen oder der Verdacht auf Spielsuchtgefährdung vorliegen, so ist das Casino verpflichtet, eine Sperre auszusprechen. Weiters kann jeder Gast auch freiwillige Selbstsperren veranlassen. Als Folge dieser strengen Auflagen kam es in früheren Jahren immer wieder zu Schadenersatzklagen, einige davon führten auch zu hohen Zahlungen von Casinos Austria an die Betroffenen. Durch eine Änderung des Glücksspielgesetzes (GSpG) im August 2005 wurden Schadenersatzforderungen auf das Existenzminimum beschränkt und die Verjährungsfrist auf ein halbes Jahr gesenkt.

## Aktionärsstruktur
Die Eigentümer der Aktien des nicht börsennotierten Unternehmens waren im Juni 2020:
- 55,48 % Medial Beteiligungs-GmbH (Mehrheitseigentümer: Sazka-Gruppe)
- 33,24 % Österreichische Beteiligungs AG
- 05,97 % Sonstige Aktionäre (u. a. MTB Privatstiftung, Privatstiftung Josef Melchart, Leo Wallner)
- 05,31 % Bankhaus Schelhammer & Schattera

Am 15. Jänner 2018 wurde die tschechische Sazka-Gruppe mit insgesamt 34 Prozent der Aktien zum Hauptaktionär der Casinos Austria AG. In einer außerordentlichen Hauptversammlung hatten die Aktionäre einen Zukauf jener 22,7 Prozent genehmigt, die von Leipnik-Lundenburger und Uniqa stammten. Davor war die Sazka-Gruppe bereits mit 11 Prozent an der CASAG beteiligt. Laut der Rechercheplattform Addendum wurden außerdem von der Sazka-Gruppe Vorverträge mit Novomatic und dem Bankhaus Schelhammer & Schattera für eine Übernahme von insgesamt rund 61 Prozent der Anteile unterschrieben. Wallner verkaufte seine Anteile an das Konsortium Epic von Peter Goldscheider. Im Juni 2020 verkaufte Novomatic ihren 17,19 % Anteil an Sazka.

## Aufsichtsrat
Den Vorsitz im Aufsichtsrat hatte bis Juli 2020 Walter Rothensteiner inne, Generaldirektor der Raiffeisen Zentralbank Österreich AG und Generalanwalt des Österreichischen Raiffeisenverbandes. Vizepräsident ist Generaldirektor Mag. Gerhard Starsich von der Münze Österreich AG. Leo Wallner gehörte dem Aufsichtsrat seit Ende Juni 2011 nicht mehr an. Wallner war seit Mai 2007 vier Jahre lang Vizepräsident des Aufsichtsrats gewesen, nachdem er davor das Unternehmen 39 Jahre lang als Generaldirektor geleitet hatte.
Im Dezember 2020 wurde Wolfgang Hesoun zum Aufsichtsratsvorsitzenden der Casinos Austria AG bestellt.

## Generaldirektoren
- Jänner 1968 bis Mai 2007: Leo Wallner[21]
- Mai 2007 bis 2017: Karl Stoss[22][23]
- Juli 2017 bis April 2019: Alexander Labak[24]
- 1. Mai 2019 bis März 2022: Bettina Glatz-Kremsner[25][26]
- seit April 2022: Erwin van Lambaart[27]

## Konzerngesellschaften
- Casinos Austria AG – Muttergesellschaft mit 12 österreichischen Casinos und Anteilseigner zahlreicher ausländischer Beteiligungen (zum Beispiel war die Casinos Austria (Swiss) AG bis 2024 mit einem Minderheitsanteil von 13,5 Prozent am Grand Casino Bern beteiligt[28]).
- Casinos Austria International – Unternehmen zur Planung, Errichtung und Betrieb von Casinos. Derzeit (2016) 33 Standorte.
- Österreichische Lotterien Ges.m.b.H.: Lotto, Joker, EuroMillionen, Brieflos, Zahlenlotto, Österreichische Klassenlotterie etc. (zu 68 %)[29]
- Entertainment Glücks- und Unterhaltungsspiel GmbH (zu 50 % und Österreichische Lotterien GmbH zu 50 %)[29]
  - Glücks- und Unterhaltungsspiel Betriebsgesellschaft m.b.H.: WINWIN[29]
  - win2day Entwicklungs- und Betriebsgesellschaft m.b.H.: win2day.at[29]
  - Österreichische Sportwetten Ges.m.b.H.: tipp3 (zu 56 %)[29]
- Casinos Austria Gastronomie Betriebs Ges.m.b.H. – CAGAST – Gastronomie.
- Casinos Austria Security Technology – CAST – Sicherheitstechnologie.
- Congress Casino Baden Betriebsges.m.b.H. – Casino Baden mit Kongresszentrum.
- ÖLG Holding GmbH – Holdinggesellschaft[30]

## Casinos
Casinos Austria betreiben in folgenden österreichischen Orten Spiellokale:
- Bregenz
- Graz
- Innsbruck
- Kitzbühel
- Kleinwalsertal  (*)
- Linz
- Salzburg
- Seefeld
- Wien
- Zell am See

### Casino Baden
Das Casino in Baden wurde nach Plänen der Architekten Eugen Fassbender und Maximilian Katscher in den Jahren 1884 bis 1886 als neues Kurhaus errichtet. Das Gebäude wurde im Stile der Neorenaissance anstelle des alten Theresienbades im Kurpark erbaut.
Es wurde nach mehrfachen Umbauten 1995 als größtes Casino Europas samt Kongress- und Veranstaltungszentrum neu eröffnet. Das Casino wird regelmäßig für kulturelle Veranstaltungen (Lesungen, Konzerte) genutzt, auch findet dort der Internationale Chorwettbewerb Ave Verum statt.

### Casino Velden

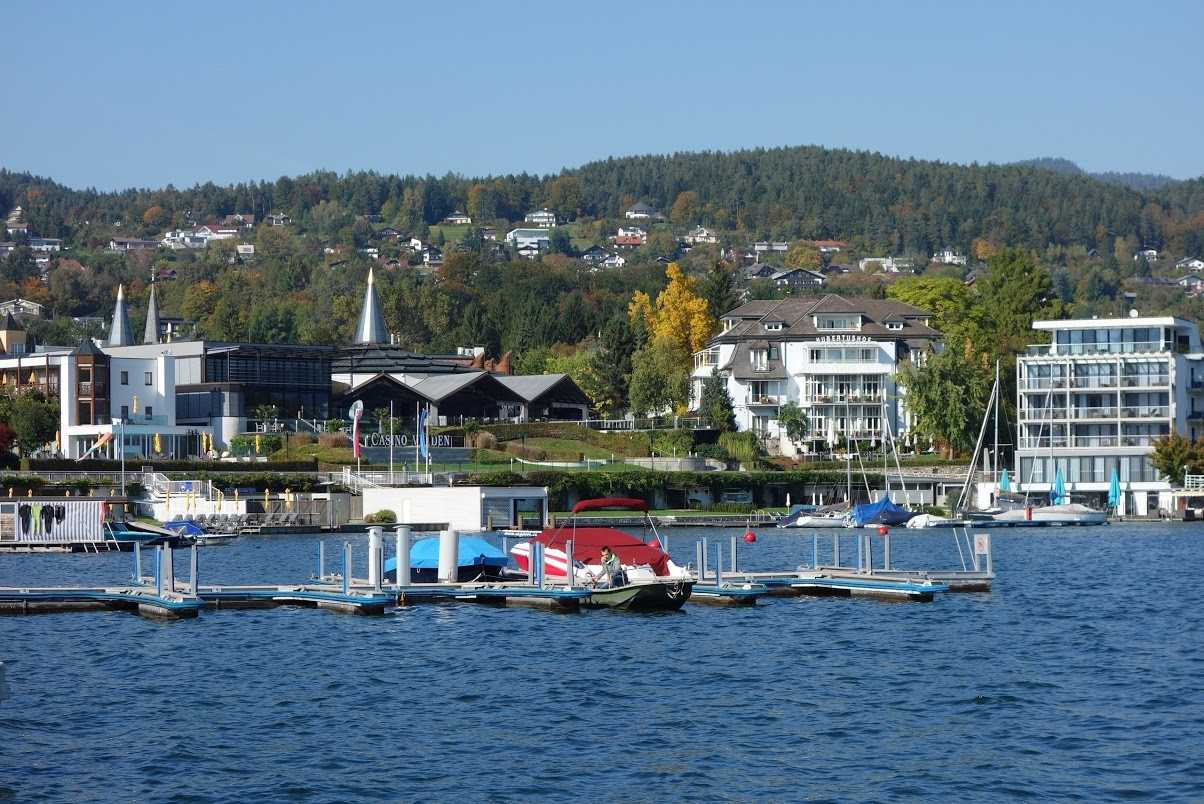
Casino Velden, in Velden am Wörther See

Das Casino Velden wurde am 14. Juli 1950 als fünftes Casino in Österreich eröffnet. Im Sommer 1974 wurde ein Freiluft-Spielbereich mit vorerst zwei Tischen errichtet. Im November 1987 begann ein Neubau des Casinos, welches am 26. Mai 1989 eröffnet wurde. In Velden wird seit 2015 die von den Casinos Austria veranstaltete Poker-Europameisterschaft ausgespielt.